# Sant Martí de Minoves
Sant Martí de Minoves són les restes d'una antiga església, al municipi d'Olvan (Berguedà), de la qual es conserva només la part baixa dels murs de la nau. Es troba a l'antic poble de Minoves, actualment en ruïnes, situat dalt d'un petit serrat als peus de la riera del Gol.